# NGC 6528
NGC 6528 ist ein Kugelsternhaufen im Sternbild Schütze. Der Kugelsternhaufen wurde am 24. Juni 1784 von dem Astronomen William Herschel mit seinem 18,7-Zoll-Teleskop entdeckt und die Entdeckung später im New General Catalogue verzeichnet.

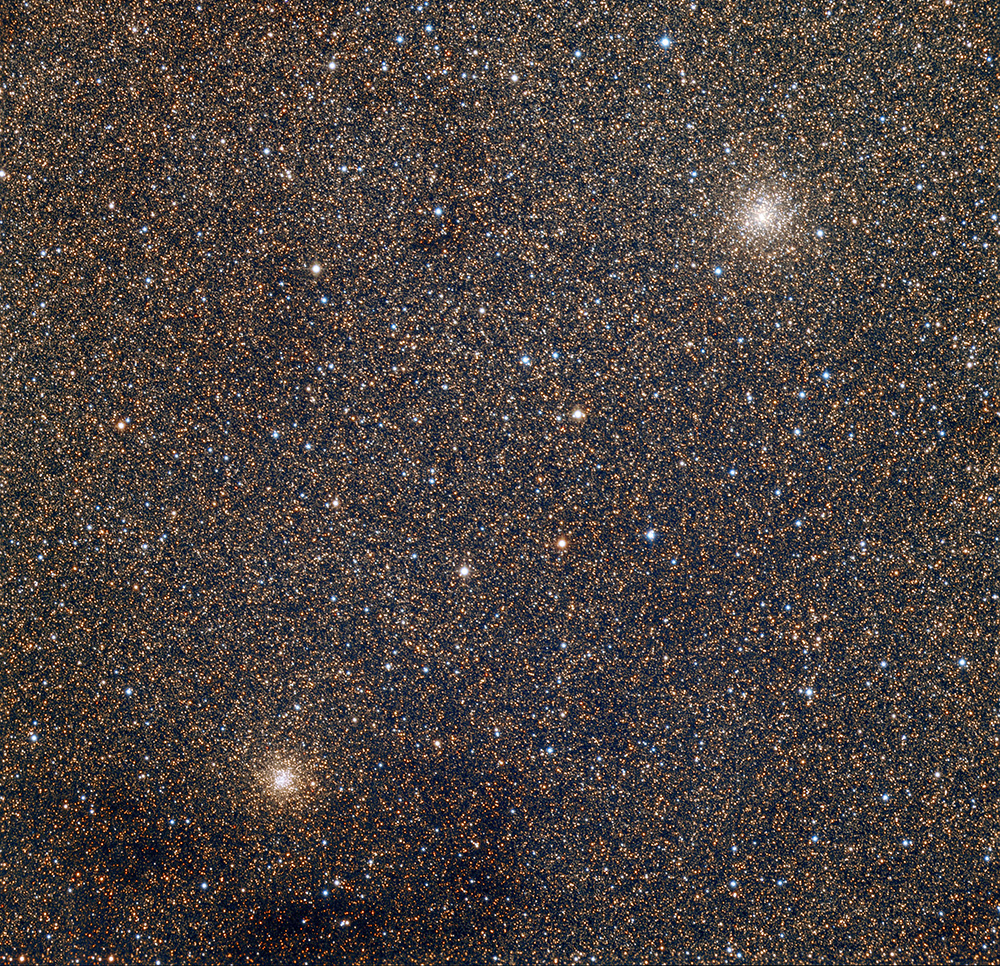
Die Kugelsternhaufen NGC 6528 und NGC 6522 aufgenommen mit dem 81-cm-Spiegelteleskop des Mount-Lemmon-Observatoriums.

Er befindet sich wie auch der nahegelegene Kugelsternhaufen NGC 6522 im sogenannten Baade'schen Fenster, in dessen Blickrichtung zum galaktischen Zentrum die Sicht nicht durch Staub aus der Milchstraße getrübt ist. 